# Kinect Sports
Kinect Sports — спортивная видеоигра, разработанная компанией Rare и выпущенная Microsoft Game Studios для Xbox 360. Игра использует сенсор Kinect. Была выпущена в Северной Америке, Европе, Австралии и Японии в ноябре 2010 года, одновременно со стартом продаж сенсора Kinect.
Игра представляет собой совокупность шести спортивных симуляторов и восьми мини-игр. В спортивные симуляторы входят: Боулинг, Бокс, Лёгкая атлетика (Спринт, метание копья, прыжки в длину, метание диска, бег с препятствиями), Настольный теннис, Пляжный волейбол и футбол. Стоя перед сенсором Kinect, игроки соревнуются имитируя действия из реальной жизни.
Игра получила положительные отзывы от критиков и была продана тиражом более 3-х миллионов экземпляров (по состоянию на апрель 2011 года). Сиквел к игре, Kinect Sports: Второй сезон, разработанный BigPark и Rare, был выпущен в октябре 2011 года. Вместе с продолжением Kinect Sports, 18 сентября 2012 года была выпущена версия Kinect Sports: Ultimate Collection объединяющая игры, представленные в Kinect Sports и Kinect Sports: Второй сезон с дополнительным бонусным контентом.

## Геймплей
Все шесть видов спорта поддерживают мультиплеер, как локально, так и онлайн. Игроки представлены в игре их аватаром Xbox Live. С помощью сенсора Kinect движения тела и жесты игрока отслеживаются. Благодаря этому нет необходимости использовать игровой контроллер.

## Доступные игры
Боулинг представлен в виде трёх полос (независимо от числа игроков, бросок возможно сделать только на одной полосе). Игрокам необходимо по очереди бросить шар с целью сбить все кегли. В качестве мини-игр в боулинге представлены:
- сбить заранее выставленные комбинации кеглей с одного удара
- сбить как можно большее количество кеглей за определённое время

Бокс — необходимо наносить противнику удары, сократив его полосу жизни до минимума. При игре с компьютером противник может упасть либо продолжить битву. При игре с партнёром, побеждённый имеет возможность за счёт несложной мини-игры получить дополнительную энергию на продолжение битвы.
Лёгкая атлетика. Пять соревнований объединённых в единый цикл. Необходимо пробежать спринт, метнуть копьё, прыгнуть в длину, метнуть диск и осуществить бег с препятствиями.
Настольный теннис. Управляя персонажем, необходимо с помощью комбинаций подкрутки или сильного удара заставить противника совершить ошибку и пропустить мячик. Игра идёт до 11 очков, в случае если у проигравшего 10 очков, назначается дополнительный раунд с целью, чтобы разница между победителем и побеждённым была не менее двух очков.
Футбол. Возможно сыграть как игроком на поле так и вратарём. Мини-игры в футбол:
- Забросить мяч в ворота в определённую точку.
- Отбить мяч, будучи вратарём.

Пляжный волейбол. Игрок с участием компьютера в качестве помощника или второго игрока должен забить 3 мяча за сетку противника. Мини-игры в пляжный волейбол:
- Стараться избегать летящих предметов.
- Ловить мяч определёнными частями тела.

## Обзоры
| Сводный рейтинг | Сводный рейтинг |
| Агрегатор       | Оценка          |
| --------------- | --------------- |
| GameRankings    | 75,28 %         |

Игра получила положительные отзывы. Редактор из IGN дал 8/10, GameSpot дал 7,5/10 и X-Play дал 4/5 баллов.
Кроме того, были представлены следующие рейтинги:
- GamePro — 70 %
- Xbox Dynasty — 90 %
- 4Players — 70 %
- Metacritic — 72 %

## Награды
Kinect Sports выиграла награду «Семейная игра года» от BAFTA и была номинирована на 5 других наград, включая the Golden Joystick Award for Best Sports Game Award of 2011.